# Drăghinești
Drăghinești – wieś w Rumunii, w okręgu Teleorman, w gminie Gratia. W 2011 roku liczyła 1057 mieszkańców.